# لیورموریوم
لیورموریوم (به انگلیسی: Livermorium) یک عنصر شیمیایی واپاشی هسته‌ای با نماد Lv و عدد اتمی ۱۱۶ است که قبلاً با نام آن‌ان‌هگزیوم (به انگلیسی: Ununhexium) شناخته می‌شد. قرار بود به افتخار منطقه‌ای در مسکو، مسکوویم (moscovium) نام بگیرد، اما محققان آمریکایی توانسته‌اند برنده جدال نام گذاری این عنصر شوند. این عنصر به افتخار شهر محققان آمریکایی لیورمور، کالیفرنیا نام‌گذاری شد. در سال ۲۰۰۰، وقتی که دانشمندان دو عنصر کلسیم و کوریم را با هم ترکیب کردند، عنصر لیورموریوم مشاهده شد.
چهار ایزتوپ با عدد جرمی ۲۹۰–۲۹۳ شناخته شده‌اند؛ که پایدارترین آن Lv-293 با نیم‌عمر ۶۳ میلی‌ثانیه‌است.